# Liste des longs métrages français proposés à l'Oscar du meilleur film international
Cet article présente la liste des longs métrages français proposés à l'Oscar du meilleur film international (Oscar du meilleur film étranger jusqu'en 2019).
L'Oscar du meilleur film international est créé en 1949, lors de la 21e cérémonie des Oscars, sous la forme d'un prix d'honneur remis hors compétition. Depuis la 29e cérémonie en 1957, chaque pays propose un film, en compétition avec les propositions des autres pays.
Trois longs métrages ont remporté l'Oscar d'honneur : Monsieur Vincent en 1949, Au-delà des grilles en 1951 et Jeux interdits en 1953. Neuf films représentant la France ont gagné l'Oscar : Mon oncle en 1959, Orfeu Negro en 1960, Les Dimanches de Ville-d'Avray en 1963, Un homme et une femme en 1967, Le Charme discret de la bourgeoisie en 1973, La Nuit américaine en 1974, La Vie devant soi en 1978, Préparez vos mouchoirs en 1979 et Indochine en 1993.

## Historique

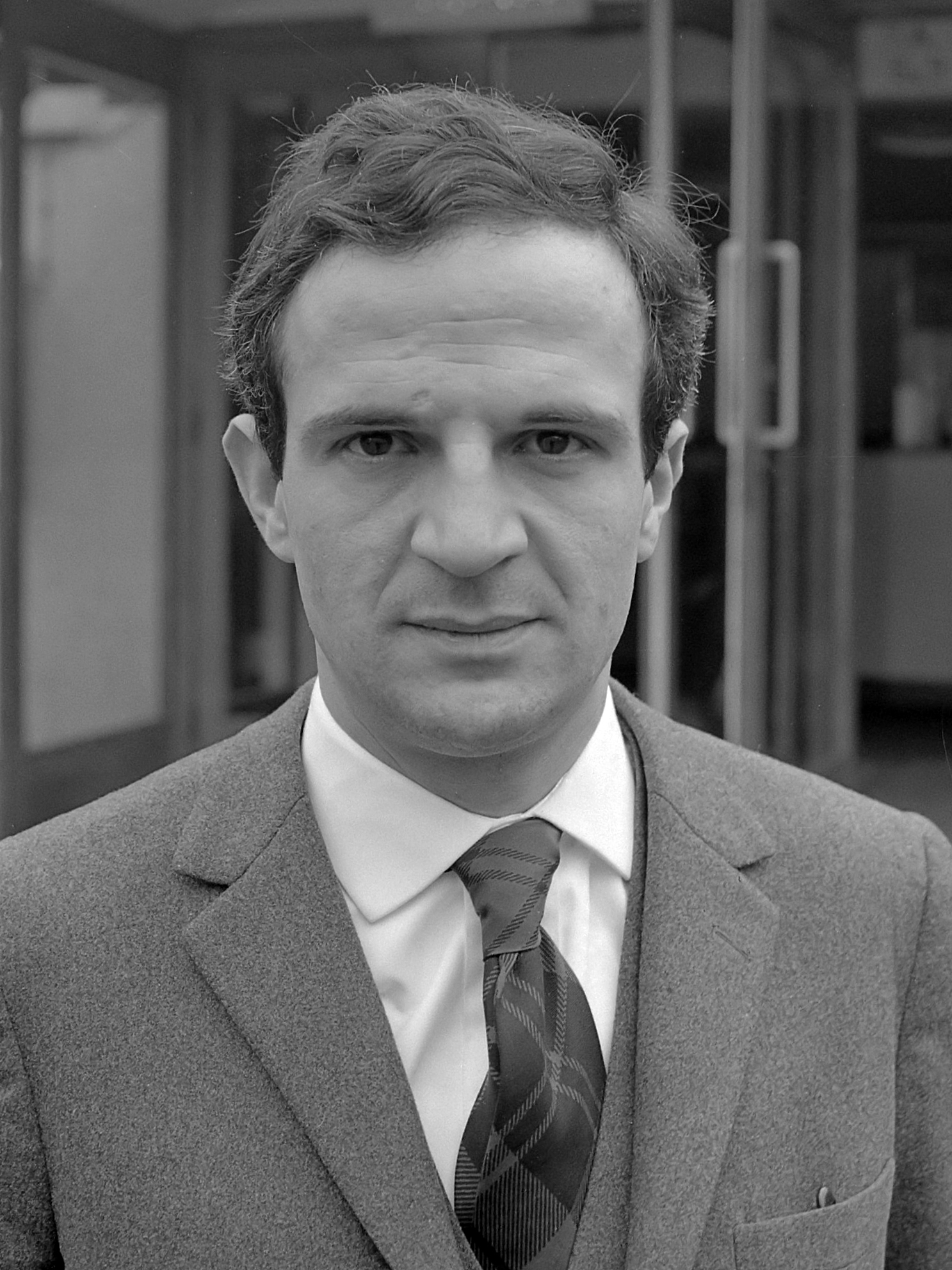
François Truffaut fut sélectionné, puis nommé trois fois, et remporta l'Oscar pour La Nuit Américaine en 1974. Seul Louis Malle égale le nombre de sélections.

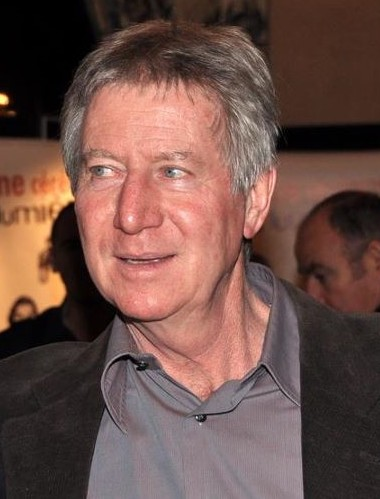
Régis Wargnier remporta l'Oscar pour Indochine en 1993, c'est la dernière victoire française à ce jour.

L'Oscar du meilleur film international est décerné annuellement par l'Academy of Motion Picture Arts and Sciences (AMPAS) et récompense un long métrage produit hors des États-Unis et qui contient principalement des dialogues dans une autre langue que l'anglais. Il n'a été créé qu'en 1957. Toutefois, entre 1949 et 1956, l'Académie a remis des Prix d'honneur aux meilleurs films en langue étrangère diffusés aux États-Unis. Il n'y avait pas de compétition, et donc pas de nommés, mais simplement un gagnant chaque année désigné par le Conseil des responsables de l'Académie. Trois films français ont reçu ce Prix d'honneur au cours de cette période. 
Pour la 29e cérémonie des Oscars en 1957, un Prix du meilleur film étranger a été créé pour les films non anglophones et non américains, et il est depuis attribué chaque année. La forme de ce prix est toujours appliquée aujourd'hui : les pays souhaitant concourir à l'Oscar envoient chacun un film pour le représenter, les membres de l'académie votent ensuite pour déterminer, parmi les films proposés, les cinq nommés puis le meilleur film étranger. 
Depuis la 79e Cérémonie des Oscars, un comité réduit de l'académie élabore une liste restreinte (short-list) de quinze films (neuf selon les règles précédentes) pour une pré-sélection, avant un nouveau vote parmi cette liste pour désigner les cinq films nommés.
La France est le seul pays à avoir envoyé un film chaque année[réf. nécessaire], depuis 1957, soit 59 envois pour 36 nominations aboutissant à 9 prix. La France eu plus de films nommés que l'Italie mais moins de longs métrages gagnants. Les deux pays ont chacun trois lauréats du prix d'honneur.

### Modalités de sélection
Le choix du film pour représenter la France est organisé par le Centre national du cinéma et de l'image animée (CNC), affilié au ministère de la Culture. Un comité choisit le candidat, plusieurs membres changent annuellement, désignés par le ministre de la culture. Souvent, plusieurs réunions ont lieu avec une présélection et une audition des distributeurs du films. Le comité avait des membres permanents de droit, des dirigeants d'institutions cinématographiques, dont notamment Thierry Frémaux (délégué général du Festival de Cannes), le président de l'Académie des César et le président de la commission d'avance sur recettes du CNC. Les candidats privilégiés furent souvent présentés aux festivals (surtout celui de Cannes) et ceux ayant un succès commercial, même modeste.

#### Années 1990
- 1994 : la commission est présidée par Jeanne Moreau[3]
- 1995 : la commission est présidée par Isabelle Huppert[4]
- 1996 : la commission est présidée par Jérôme Deschamps[5]
- 1999 : la commission est composée des présidents des commissions du CNC (avances sur recettes, agréments des films de long métrage et aide sélective à la distribution) ainsi que des dirigeants du festival de Cannes, Unifrance Film international et la Commission nationale du film[6].

#### Années 2000
- 2003 : les membres sont Frédéric Mitterrand, président de la commission d'avance sur recettes, Thierry Frémaux, Margaret Ménégoz, Raphaël Hadas-Lebel, Alain Terzian, Jean-Daniel Gardère et Daniel Toscan du Plantier[7]
- 2004 : Jean-Claude Lamy et Thierry Frémaux sont membres de droit. Les membres tournants sont Frédérique Dumas, Raphaël Hadas-Lebel, Jean-Daniel Gardère, Margaret Menegoz et Frédéric Mitterrand[8]
- 2006 : la commission est composée de Claude Durand, Thierry Frémaux, Margaret Menegoz, Frédéric Brillion, Raphaël Hadas-Lebel, Laurent Vallet et Pierre Chevalier[9]. Une polémique éclate sur le manque de clarté de la sélection car le film Joyeux Noël n'était projeté que dans une seule salle, avant sa sortie nationale en novembre[10]
- 2008 : les membres sont Frédéric Brillion, Claude Durand, Thierry Frémaux, Margaret Ménégoz, Alain Terzian, Marc Tessier et Laurent Vallet[11]
- 2009 : les membres de droit sont Pierre Chevalier (président de la commission d’avances sur recettes) et Thierry Frémaux, délégué général du festival de Cannes. Les membres tournants sont Alain Terzian, Jeanne Moreau, Jean-Jacques Annaud, Costa-Gavras et Régis Wargnier[12].

#### Années 2010
- 2013 : les membres de droit sont Thierry Frémaux et Paul Otchakovsky-Laurens. Les membres tournants sont Bérénice Bejo, Abdel Raouf Dafri, Sylvain Chomet, Didier Lavergne et Carole Scotta[13]
- 2014 : le comité de sélection est composé, en plus de Thierry Frémaux et Paul Otchakovsky-Laurens (à ce moment-là président de la commission d'avance sur recette) de Isabelle Adjani, Sylvette Baudrot, Estelle Fialon, Laurent Cantet et Alain Terzian[14]
- 2015 : Serge Toubiana devient président de la commission d'avance sur recette. Les membres tournants sont Mia Hansen-Løve, Agnès Jaoui, Jean-Paul Salomé, Alain Terzian et Régis Wargnier[15]
- 2016 :  les membres de droit sont complétés par Alain Terzian (membre de longue date), président de l'académie des arts et techniques du cinéma, et par Jean-Paul Salomé, président d'UniFrance. Les membres tournants sont Mélanie Laurent, Nathalie Baye et Michel Hazanavicius[16]
- 2017 : Serge Toubiana est remplacé par la nouvelle présidente de la commission d'avance sur recette, Teresa Cremisi, les membres de droit Frémaux, Salomé et Terzian, restent. Les membres tournants sont Sandrine Bonnaire, Léa Seydoux et Éric Toledano[17]
- 2018 : Serge Toubiana remplace Jean-Paul Salomé à la présidence d'UniFrance et donc à la commission. Les membres de droit Frémaux, Cremisi et Terzian restent. Les membres tournants sont Anne Fontaine, Deniz Gamze Ergüven et Jean-Paul Salomé[18]
- 2019 : les membres de droit Cremisi, Frémaux, Salomé et Terzian restent. Les membres tournants sont Claire Denis, Nicole Garcia et Isabelle Madelaine[19].

#### Années 2020
- 2020 : les membres de droit sont Frémaux, Toubiana et Terzian. Ils sont accompagnés par les producteurs Rosalie Varda et Jean Bréhat, des exportatrices Agathe Valentin et Muriel Sauzay, et des réalisateurs Danièle Thompson et Pierre Salvadori[20]
- 2021 : les membres de droit sont Frémaux, Toubiana et Véronique Cayla, nouvelle présidente de l'Académie des César. Les membres tournants sont les cinéastes Mati Diop et Olivier Nakache, les producteurs Marc du Pontavice et Anne-Dominique Toussaint et des exportatrices Carole Baraton et Juliette Schrameck. Les circonstances exceptionnelles font que le créneau de sortie éligible était du 1er octobre 2019 au 31 décembre 2020[21]
- 2022 : les membres de droit sont les mêmes que l'année précédente. Ils sont accompagnés des cinéastes Julie Delpy et Florian Zeller, des producteurs Iris Knobloch et Alain Goldman et des exportateurs Émilie Georges et Grégory Chambet[22]. Le choix de Titane est critiqué alors que les spécialistes prônaient L'Événement[23]
- 2023 : afin d'avoir un choix plus pragmatique et pour éviter les conflits d'intérêts, le comité est remanié par le ministre de la culture, composé de professionnels, sans membres de droit[23]. Il est composé des réalisateurs Michel Gondry et Jacques Audiard, des producteurs Philippe Rousselet et Didar Domehri, des exportateurs Hengameh Panahi et Grégoire Melin ainsi que d'une personnalité qualifiée, Ariane Toscan du Plantier[24]
- 2024 : la commission est composée des exportatrices Sabine Chemaly et Tanja Meissner, des producteurs Patrick Wachsberger et Charles Gillibert, des cinéastes Mounia Meddour et d'Olivier Assayas et du compositeur Alexandre Desplat[25]. Le choix de retenir La Passion de Dodin Bouffant, qui connaît un échec critique et public[26]au détriment d'Anatomie d'une chute, auréolé de la Palme d'Or et d'un fort intérêt critique aussi bien que public[27], provoque une polémique[28]. La Passion de Dodin Bouffant n'est finalement pas retenu parmi les 5 finalistes à l'Oscar du meilleur film international alors que Anatomie d'une chute se voit cité dans 5 catégories prestigieuses (meilleur film, meilleur réalisateur, meilleure actrice, meilleur scénario et meilleur montage). Le Monde évoque alors un « ratage » et un « nouveau choix mal inspiré » de la part du CNC, quand le magazine américain Variety moque une « vision désuète » du marché américain, et un milieu du cinéma français qui fonctionne comme un « petit village où quelques agents et studios de talents tirent toutes les ficelles »[29]
- 2025 : la composition de la commission est modifiée à la suite du choix de l'année précédente. Onze membres sont prévus, nommés par le ministre de la culture, tous étant des professionnels du cinéma, avec un changement bisannuel[30]. Les membres sont Charles Tesson (président), Carole Baraton (exportatrice), Nadim Cheikhroua (producteur), Audrey Diwan, Michèle Halberstadt, Grégoire Melin (exportateur), Clémence Poésy, David Thion, Rosalie Varda, Patrick Wachsberger (producteur) et Florian Zeller[31].

## Éligibilité
Pour que le film soit éligible, il doit respecter certaines règles. De 1964 à 2003, le film devait être sorti en France entre le 1er novembre et le 31 octobre. Depuis 2004, le créneau de la sortie locale est avancée d’un mois du 1er octobre au 30 septembre précédant la cérémonie. Une distribution aux États-Unis n'est pas obligatoire. 
Le choix de langue est libre. Néanmoins, de 1979 à 2006, le film devait être tourné en français, la langue officielle du pays. Le contrôle artistique doit être majoritairement français.  
Les chances françaises ne sont pas limités aux propositions pour cet Oscar. Si un film est exploité au comté de Los Angeles, il est éligible pour la plupart des autres catégories, qu'il fût sélectionné ou non à l'Oscar du meilleur film étranger. Les autres catégories ne limitent pas la participation à la langue ou à la nationalité.

## Films proposés
Un titre anglais est souvent utilisé par l'académie pour désigner le film, c'est souvent le titre international lors de sa distribution en salle ou de sa présentation à un festival de cinéma. 
Toutes les propositions sont des films en français, sauf Orfeu Negro (1959), tourné en portugais, Mustang (2016) en turc et Emilia Pérez (2025) en espagnol.
Le lauréat officiel de la récompense est le pays qui choisit le film, même si c'est très souvent le réalisateur qui vient chercher la récompense.
| Année (Cérémonie) | Titre original                      | Titre anglais utilisé pour la sélection | Réalisateur                          | Résultat                   |
| ----------------- | ----------------------------------- | --------------------------------------- | ------------------------------------ | -------------------------- |
| 1949 (21e)        | Monsieur Vincent                    |                                         | Maurice Cloche                       | Remporte le Prix d'honneur |
| 1951 (23e)        | Au-delà des grilles                 | The Walls of Malapaga                   | René Clément                         | Remporte le Prix d'honneur |
| 1953 (25e)        | Jeux interdits                      | Forbidden Games                         | René Clément                         | Remporte le Prix d'honneur |
| 1957 (29e)        | Gervaise                            |                                         | René Clément                         | Nommé                      |
| 1958 (30e)        | Porte des Lilas                     | Gates of Paris                          | René Clair                           | Nommé                      |
| 1959 (31e)        | Mon oncle                           | My Uncle                                | Jacques Tati                         | Remporte l'Oscar           |
| 1960 (32e)        | Orfeu Negro                         | Black Orpheus                           | Marcel Camus                         | Remporte l'Oscar           |
| 1961 (33e)        | La Vérité                           |                                         | Henri-Georges Clouzot                | Nommé                      |
| 1962 (34e)        | L'Année dernière à Marienbad        | Last Year at Marienbad                  | Alain Resnais                        | Non nommé                  |
| 1963 (35e)        | Les Dimanches de Ville d'Avray      | Sundays and Cybele                      | Serge Bourguignon                    | Remporte l'Oscar           |
| 1964 (36e)        | Le Feu follet                       | The Fire Within                         | Louis Malle                          | Non nommé                  |
| 1965 (37e)        | Les Parapluies de Cherbourg         | The Umbrellas of Cherbourg              | Jacques Demy                         | Nommé                      |
| 1966 (38e)        | Pierrot le fou                      |                                         | Jean-Luc Godard                      | Non nommé                  |
| 1967 (39e)        | Un homme et une femme               | A Man and a Woman                       | Claude Lelouch                       | Remporte l'Oscar           |
| 1968 (40e)        | Vivre pour vivre                    | Live for Life                           | Claude Lelouch                       | Nommé                      |
| 1969 (41e)        | Baisers volés                       | Stolen Kisses                           | François Truffaut                    | Nommé                      |
| 1970 (42e)        | Ma nuit chez Maud                   | My Night with Maud                      | Éric Rohmer                          | Nommé                      |
| 1971 (43e)        | Hoa-Binh                            |                                         | Raoul Coutard                        | Nommé                      |
| 1972 (44e)        | Remparts d'argile                   | Ramparts of Clay                        | Jean-Louis Bertuccelli               | Non nommé                  |
| 1973 (45e)        | Le Charme discret de la bourgeoisie | The Discreet Charm of the Bourgeoisie   | Luis Buñuel                          | Remporte l'Oscar           |
| 1974 (46e)        | La Nuit américaine                  | Day for Night                           | François Truffaut                    | Remporte l'Oscar           |
| 1975 (47e)        | Lacombe Lucien                      |                                         | Louis Malle                          | Nommé                      |
| 1976 (48e)        | India Song                          |                                         | Marguerite Duras                     | Non nommé                  |
| 1977 (49e)        | Cousin, cousine                     |                                         | Jean-Charles Tacchella               | Nommé                      |
| 1978 (50e)        | La Vie devant soi                   | Madame Rosa                             | Moshé Mizrahi                        | Remporte l'Oscar           |
| 1979 (51e)        | Préparez vos mouchoirs              | Get Out Your Handkerchiefs              | Bertrand Blier                       | Remporte l'Oscar           |
| 1980 (52e)        | Une histoire simple                 | A Simple Story                          | Claude Sautet                        | Nommé                      |
| 1981 (53e)        | Le Dernier Métro                    | The Last Metro                          | François Truffaut                    | Nommé                      |
| 1982 (54e)        | Diva                                |                                         | Jean-Jacques Beineix                 | Non nommé                  |
| 1983 (55e)        | Coup de torchon                     |                                         | Bertrand Tavernier                   | Nommé                      |
| 1984 (56e)        | Coup de foudre                      | Entre Nous                              | Diane Kurys                          | Nommé                      |
| 1985 (57e)        | Tchao Pantin                        | So Long, Stooge                         | Claude Berri                         | Non nommé                  |
| 1986 (58e)        | Trois hommes et un couffin          | Three Men and a Cradle                  | Coline Serreau                       | Nommé                      |
| 1987 (59e)        | 37°2 le matin                       | Betty Blue                              | Jean-Jacques Beineix                 | Nommé                      |
| 1988 (60e)        | Au revoir les enfants               |                                         | Louis Malle                          | Nommé                      |
| 1989 (61e)        | La Lectrice                         |                                         | Michel Deville                       | Non nommé                  |
| 1990 (62e)        | Camille Claudel                     |                                         | Bruno Nuytten                        | Nommé                      |
| 1991 (63e)        | Cyrano de Bergerac                  |                                         | Jean-Paul Rappeneau                  | Nommé                      |
| 1992 (64e)        | Van Gogh                            |                                         | Maurice Pialat                       | Non nommé                  |
| 1993 (65e)        | Indochine                           |                                         | Régis Wargnier                       | Remporte l'Oscar           |
| 1994 (66e)        | Germinal                            |                                         | Claude Berri                         | Non nommé                  |
| 1995 (67e)        | Les Roseaux sauvages                | Wild Reeds                              | André Téchiné                        | Non nommé                  |
| 1996 (68e)        | Gazon maudit                        | French Twist                            | Josiane Balasko                      | Non nommé                  |
| 1997 (69e)        | Ridicule                            |                                         | Patrice Leconte                      | Nommé                      |
| 1998 (70e)        | Western                             |                                         | Manuel Poirier                       | Non nommé                  |
| 1999 (71e)        | La Vie rêvée des anges              | The Dreamlife of Angels                 | Erick Zonca                          | Non nommé                  |
| 2000 (72e)        | Est-Ouest                           | East/West                               | Régis Wargnier                       | Nommé                      |
| 2001 (73e)        | Le Goût des autres                  | The Taste of Others                     | Agnès Jaoui                          | Nommé                      |
| 2002 (74e)        | Le Fabuleux Destin d'Amélie Poulain | Amélie                                  | Jean-Pierre Jeunet                   | Nommé                      |
| 2003 (75e)        | 8 femmes                            | 8 Women                                 | François Ozon                        | Non nommé                  |
| 2004 (76e)        | Bon Voyage                          |                                         | Jean-Paul Rappeneau                  | Non nommé                  |
| 2005 (77e)        | Les Choristes                       | The Chorus                              | Modèle:Sort name                     | Nommé                      |
| 2006 (78e)        | Joyeux Noël                         |                                         | Christian Carion                     | Nommé                      |
| 2007 (79e)        | Fauteuils d'orchestre               | Avenue Montaigne                        | Danièle Thompson                     | Présélectionné             |
| 2008 (80e)        | Persepolis                          |                                         | Vincent Paronnaud et Marjane Satrapi | Non nommé                  |
| 2009 (81e)        | Entre les murs                      | The Class                               | Laurent Cantet                       | Nommé                      |
| 2010 (82e)        | Un prophète                         | A Prophet                               | Jacques Audiard                      | Nommé                      |
| 2011 (83e)        | Des hommes et des dieux             | Of Gods and Men                         | Xavier Beauvois                      | Non nommé                  |
| 2012 (84e)        | La guerre est déclarée              | Declaration of War                      | Valérie Donzelli                     | Non nommé                  |
| 2013 (85e)        | Intouchables                        | The Intouchables                        | Olivier Nakache et Éric Toledano     | Présélectionné             |
| 2014 (86e)        | Renoir                              |                                         | Gilles Bourdos                       | Non nommé                  |
| 2015 (87e)        | Saint Laurent,                      |                                         | Bertrand Bonello                     | Non nommé                  |
| 2016 (88e)        | Mustang                             |                                         | Deniz Gamze Ergüven                  | Nommé                      |
| 2017 (89e)        | Elle                                |                                         | Paul Verhoeven                       | Non nommé                  |
| 2018 (90e)        | 120 battements par minute           | Modèle:Lang=en-us                       | Robin Campillo                       | Non nommé                  |
| 2019 (91e)        | La Douleur                          | Memory of War                           | Emmanuel Finkiel                     | Non nommé                  |
| 2020 (92e)        | Les Misérables                      |                                         | Ladj Ly                              | Nommé                      |
| 2021 (93e)        | Deux                                | Two of Us                               | Filippo Meneghetti                   | Présélectionné             |
| 2022 (94e)        | Titane                              |                                         | Julia Ducournau                      | Non nommé                  |
| 2023 (95e)        | Saint Omer                          |                                         | Alice Diop                           | Présélectionné             |
| 2024 (96e)        | La Passion de Dodin Bouffant        | The Taste of Things                     | Trần Anh Hùng                        | Présélectionné             |
| 2025 (97e)        | Emilia Pérez                        |                                         | Jacques Audiard                      | Nommé                      |